# São Brás (Praia da Vitória)
São Brás é uma freguesia portuguesa do município da Praia da Vitória, na ilha Terceira, Região Autónoma dos Açores, com 5,30 km² de área e 1035 habitantes (censo de 2021). A sua densidade populacional é 195,3 hab./km².
A freguesia foi criada pelo Decreto-Lei n.º 38173, de 17 de fevereiro de 1951, num processo liderado pelo pároco, padre Alfredo Alves Lucas. A sua Igreja paroquial, dedicada a São Brás, data do século XV.

## Demografia
A população registada nos censos foi:
| Distribuição da População por Grupos Etários | Distribuição da População por Grupos Etários | Distribuição da População por Grupos Etários | Distribuição da População por Grupos Etários | Distribuição da População por Grupos Etários |
| -------------------------------------------- | -------------------------------------------- | -------------------------------------------- | -------------------------------------------- | -------------------------------------------- |
| Ano                                          | 0-14 Anos                                    | 15-24 Anos                                   | 25-64 Anos                                   | > 65 Anos                                    |
| 2001                                         | 210                                          | 164                                          | 508                                          | 130                                          |
| 2011                                         | 173                                          | 152                                          | 634                                          | 129                                          |
| 2021                                         | 135                                          | 104                                          | 619                                          | 177                                          |

## Trilho pedestre: Relheiras da Fonte do Cão

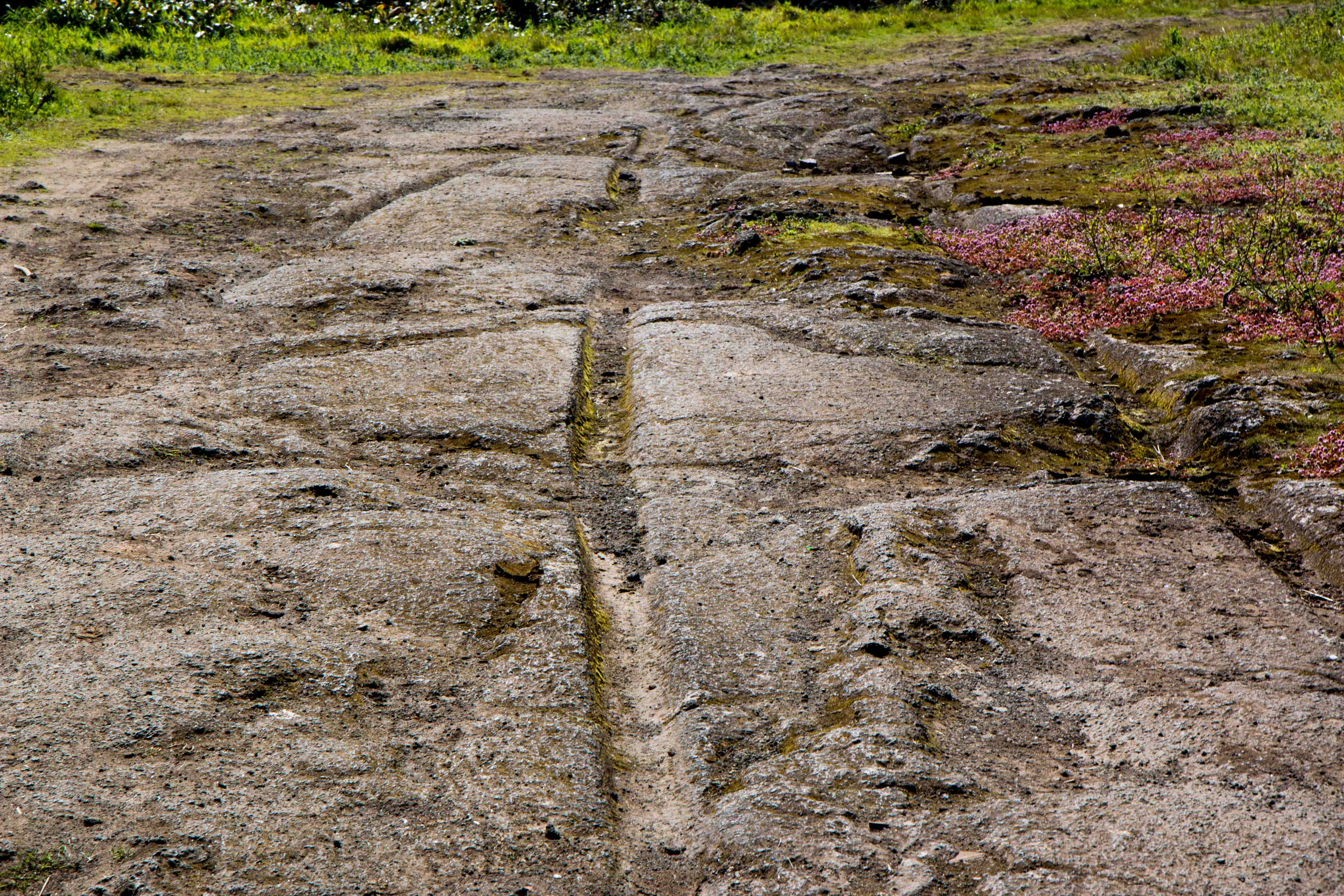
Relheiras de São Brás

Este trilho pedestre foi inaugurado no dia 25 de Abril de 2005. Tem uma extensão que se aproxima dos 5 km, ao longo dos quais foram colocados sinais de orientação e placas de informação sobre as plantas endémicas, típicas das florestas da laurissilva características da Macaronésia que acompanham grande parte deste percurso.
Existem e também placas informativas sobre os vários tipos de relheiras, que são marcas antigas dos Carros de bois e de outros meios de transporte primitivo e que provem desde o inicio do povoamento da ilha.
Estas marcas, raríssimas no seu género, tem vários formatos conforme o meio de transporte que as fazia. As mais primitivas tem a forma de um V, fruto das passagens dos carros de bois com rodados pregados e as relheiras em forma de U causadas pela circulação de carros de chapa lisa.
Tanto os pregos como as chapas metálicas, eram postas em volta das rodas de madeira, como forma de aumentar a sua durabilidade.
Este antigo trilho perdido na memória dos homens foi encontrado em 1994 por um agrupamento de escuteiros que acampava no local.
Foi a partir dai que o Corpo Nacional de Escutas deu inicio ao processo de estudo, limpeza e conservação das relheiras e também de proceder a um inventário das espécies vegetais existentes ao longo do caminho.
Só depois de concluído este trabalho, a Junta de Freguesia, já no ano 2005 deu inicio à criação deste percurso pedestre.
Dada a importância do achado e da flora que o percurso atravessa a Câmara Municipal da Praia da Vitória juntou-se aos trabalhos e através  do Projecto de Coesão Rural apresentado pelo Corpo Nacional de Escutas da freguesia de São Brás e pela Junta de freguesia para financiar o trilho pedestre, tendo o projecto sido avalizado pela Secretaria da Economia, com o empenho da Delegação do Turismo da ilha Terceira e os Serviços Florestais.

## Património construído
- Chafariz dos Fundões
- Chafariz das Quatro Canadas
- Chafariz da Ladeira do Cardoso
- Igreja de São Brás (edificada no Século XV)
- Império do Espírito Santo de São Brás
- Zona de Lazer de São Brás

## Património natural
- Pico da Rocha